# S&P CNX Nifty
S&P CNX Nifty – główny indeks giełdowy dużych spółek notowanych na Indyjskiej Narodowej Giełdzie Papierów Wartościowych (National Stock Exchange of India). W jego skład wchodzi 50 spółek reprezentujących 24 sektory gospodarki i reprezentujących około 77% kapitalizacji całej giełdy.
Właścicielem i zarządca S&P CNX Nifty jest India Index Services and Products Ltd.
Symbol indeksu to NSEI.
3 grudnia 1995 roku poziom indeksu ustalono na 1000 punktów.

## Kryteria przyjęcia do indeksu
- średnia kapitalizacja w ostatnich 6 miesiącach musi wynosić co najmniej 5 miliardów rupii,
- w wolnym obrocie (nietrzymane przez inwestorów długoterminowych) musi być minimum 12% akcji spółki

## W skład indeksu wchodzą
- Asea Brown Boveri Ltd.
- Associated Cement Companies Ltd.
- Bajaj Auto Ltd.
- Bharat Heavy Electricals Ltd.
- Bharat Petroleum Corporation Ltd.
- Bharti Tele-Ventures Ltd.
- Cipla Ltd.
- Colgate-Palmolive (India) Ltd.
- Dabur India Ltd.
- Dr. Reddy's Laboratories Ltd.
- Gas Authority of India Ltd.
- GlaxoSmithKline Pharmaceuticals India Ltd.
- Grasim Industries Ltd.
- Gujarat Ambuja Cements Ltd.
- HDFC Bank Ltd.
- HCL Technologies Ltd.
- Hero Honda Motors Ltd.
- Hindalco Industries Ltd.
- Hindustan Lever Ltd. Diversified
- Hindustan Petroleum Corporation Ltd.
- Housing Development Finance Corporation Ltd.
- ITC Ltd.
- ICICI Banking Corporation Ltd.
- Indian Petrochemicals Corporation Ltd.
- Larsen & Toubro Ltd. Engineering
- Mahanagar Telephone Nigam Ltd.
- Mahindra & Mahindra Ltd.
- Maruti Udyog Ltd.
- National Aluminium Company Ltd.
- Oil & Natural Gas Corporation Ltd.
- Oriental Bank of Commerce
- Punjab & National Bank
- Ranbaxy Laboratories Ltd.
- Reliance Energy Ltd.
- Reliance Industries Ltd.
- Satyam Computer Services Ltd.
- Shipping Corporation of India
- State Bank of India
- Steel Authority of India Ltd
- Sun Pharmaceutical Industries Ltd.
- Tata Chemicals Ltd. Diversified
- Tata Consultancy Services Ltd.
- Tata Motors Ltd.
- Tata Iron & Steel Co. Ltd.
- Tata Power Co. Ltd.
- Tata Tea Ltd.
- Videsh Sanchar Nigam Ltd.
- Wipro Ltd.
- Zee Telefilms Ltd.